# Godtfredsen-Syndrom
Das Godtfredsen-Syndrom ist ein charakteristischer Komplex von ophthalmologischen und neurologischen Symptomen im Anfangsstadium maligner Tumoren im Nasopharynx.
Die Erkrankung gehört zu den Sinus-cavernosus-Syndromen und ähnelt dem Jacod-Syndrom.
Synonyme sind:  Kavernöses sinonasopharyngeales Tumorsyndrom; englisch Godtfredsen's disease; Foix’ syndrome II; Foix-Jefferson syndrome 
Die Bezeichnung bezieht sich auf den Erstautor der Erstbeschreibung aus dem Jahre 1944 durch den dänischen Augenarzt und Radiologen Erik Godtfredsen.

## Klinische Erscheinungen
Klinische Kriterien sind:
- unilateraler (einseitiger) Gesichtsschmerz, insbesondere im Nervus maxillaris
- einseitige Abduzensparese, später Tumorbegleitsymptome
- einseitige Okulomotoriuslähmung, Ptosis, Strabismus paralyticus, Doppelbilder
- einseitige Trochlearisparese
- einseitige Optikusschädigung mit fortschreitendem Verschlechterung der Sehschärfe
- Horner-Syndrom oder einseitiger Exophthalmus

## Ursache
Zugrunde liegt eine Ausdehnung eines Tumors durch die Fissura orbitalis in den Bereich der Orbita.

## Differentialdiagnose
Abzugrenzen ist das Jacod-Syndrom.

## Wikilinks
- Radiopaedia
- Eye Wiki